# Associazione nazionale fra le imprese assicuratrici

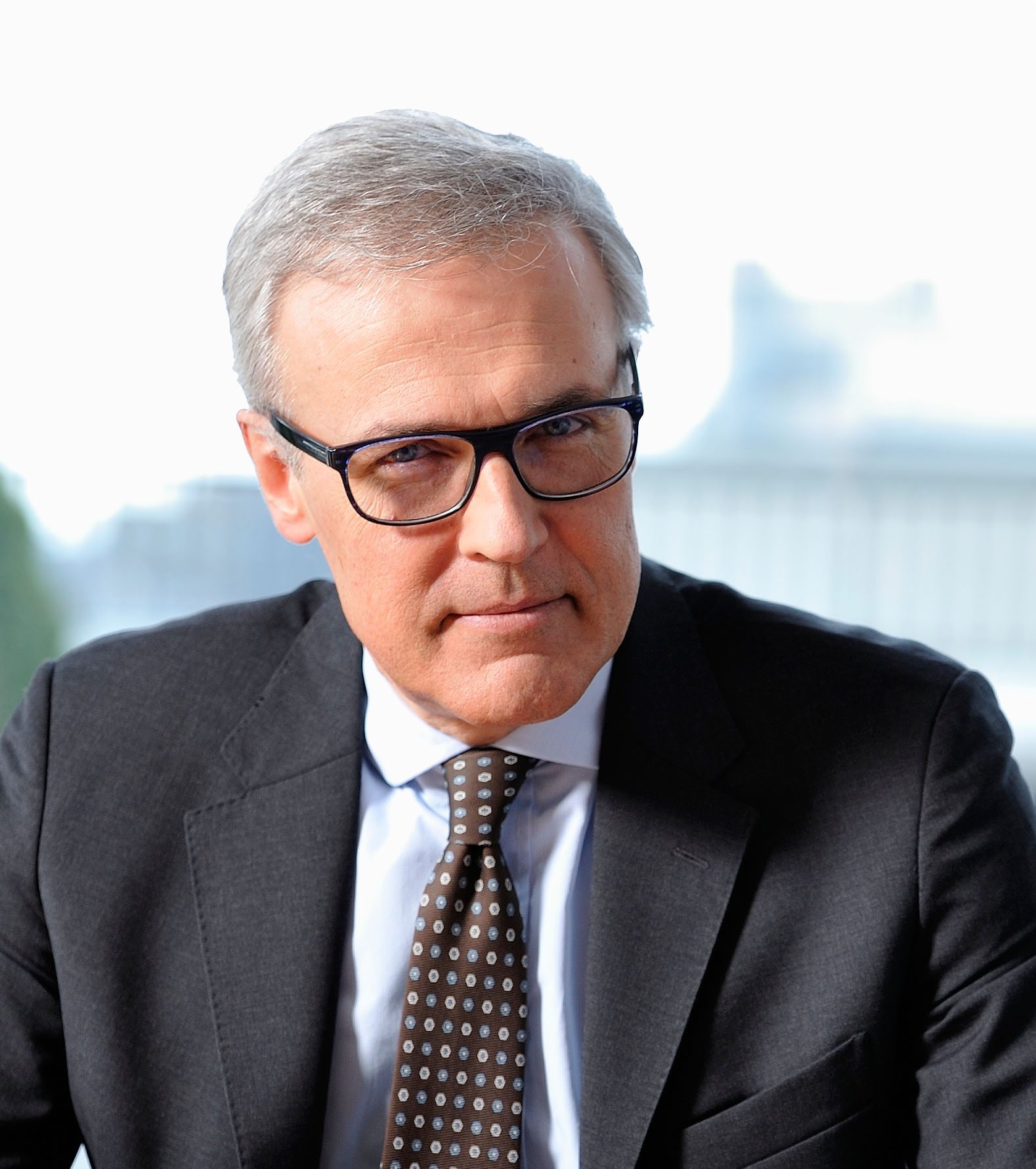
Giovanni Liverani, Presidente dell'ANIA da dicembre 2024

L'Associazione Nazionale fra le Imprese Assicuratrici, ANIA, rappresenta le imprese di assicurazione operanti in Italia.

## Descrizione
Fondata nel 1944, l'ANIA è l'Associazione che rappresenta le imprese di assicurazione operanti in Italia. La sua finalità, come previsto dallo Statuto, è quella di sviluppare e diffondere la cultura della sicurezza e della prevenzione, perché sia le persone sia le aziende sia la società nel suo complesso possano essere protette di più e meglio. 
Da dicembre 2024 è presieduta da Giovanni Liverani.
ANIA rappresenta i soci ed il mercato assicurativo italiano nei confronti delle principali istituzioni politiche ed amministrative, inclusi il Governo ed il Parlamento, le organizzazioni sindacali e le altre forze sociali. Inoltre, studia e collabora alla risoluzione di problemi di ordine tecnico, economico, finanziario, amministrativo, fiscale, sociale, giuridico e legislativo, riguardanti l'industria assicurativa. Infine, fornisce assistenza tecnica ai soci e promuove la formazione e l'istruzione professionale degli addetti.
Per molte delle sue attività l’ANIA si avvale delle sue articolazioni operative: la Fondazione ANIA, il Forum ANIA-Consumatori, ANIA Servizi e Formazione (ANIA SAFE).
| 1944 - 1953 | Ranieri Babboni      |
| 1954 - 1972 | Eugenio Arton        |
| 1973 - 1976 | Giuseppe Pella       |
| 1977 - 1984 | Pier Carlo Romagnoli |
| 1985 - 1988 | Emilio Dusi          |
| 1989 - 1992 | Enrico Tonelli       |
| 1993 - 1996 | Antonio Longo        |
| 1997 - 2002 | Alfonso Desiata      |
| 2003 - 2011 | Fabio Cerchiai       |
| 2012 - 2015 | Aldo Minucci         |
| 2016 - 2024 | Maria Bianca Farina  |
| Dal 2024    | Giovanni Liverani    |
| ----------- | -------------------- |

### La Fondazione ANIA
La Fondazione ANIA ha, parimenti con l'Associazione, l'obiettivo statutario di favorire l’informazione sulla prevenzione dai rischi e di promuovere la sicurezza e la protezione dei cittadini e delle imprese. Nata nel 2014 su proposta delle Compagnie di assicurazione, ha realizzato, in partenariato con diverse istituzioni, importanti progetti a livello nazionale. Uno di questi è il pronto soccorso psicologico per le vittime dirette e indirette di incidenti stradali (ANIA Cares), attivo su tutto il territorio nazionale e realizzato in collaborazione con l'Università degli studi di Roma La Sapienza. Si tratta di una particolare modalità di sostegno psicologico finalizzata a consentire alle vittime dirette e indirette (ad esempio, i familiari) di superare le conseguenze psicologiche per danni fisici anche permanenti (vittime dirette) oppure per la perdita di una persona cara (vittime indirette). L'attività di intervento è rivolta anche agli operatori, cioè tutte quelle figure professionali che, a vario titolo, hanno contatti con le vittime di incidenti stradali e del COVID-19 : forze dell’ordine che intervengono al momento dell’incidente, passando per i medici legali ed i liquidatori assicurativi (nel caso degli incidenti stradali), medici, infermieri, altro personale ospedaliero (nel caso del COVID-19). Tra le recenti implementazioni del programma di pronto soccorso psicologico per le vittime dirette di incidenti stradali, vi è quello riservato a coloro che hanno subito lesioni al midollo spinale e che prevede l’utilizzo di un esoscheletro robotico grazie al quale è possibile trascorrere alcune ore della giornata in posizione verticale ed anche muoversi.

### Il Forum ANIA-Consumatori
Il Forum ANIA – Consumatori è una fondazione, costituita dall’ANIA, che ha l’obiettivo di facilitare e rendere ancor più costruttivo e sistematico il dialogo tra le imprese di assicurazione e i consumatori. Un luogo di confronto paritetico e di progettualità condivisa che si avvale della partecipazione di rappresentanti delle imprese, delle associazioni dei consumatori nonché di autorevoli personalità indipendenti dal settore assicurativo. Un luogo dedicato, in cui le compagnie di assicurazione e il mondo dei consumatori si confrontano, dialogano e costruiscono insieme.

### ANIA SAFE
ANIA SAFE è la società, interamente controllata da ANIA, che mette a disposizione una vasta gamma di servizi innovativi finalizzati a supportare l’operatività e l’efficienza delle Imprese e, più in generale, favorire lo sviluppo del mercato assicurativo. Promuove attività formative, servizi alle imprese e progetti nel campo dell’editoria e della ricerca dedicati al mondo assicurativo e finanziario. 